# Trentola-Ducenta
Trentola-Ducenta ist eine italienische Gemeinde (comune) mit 20.681 Einwohnern (Stand 31. Dezember 2024) in der Provinz Caserta in Kampanien. Die Gemeinde liegt etwa 20 Kilometer nördlich von Neapel und etwa 15 Kilometer südwestlich von Caserta. Trentola-Ducenta grenzt an die Metropolitanstadt Neapel.

## Wirtschaft
Die Gemeinde liegt noch im Weinanbaugebiet des Aversa Asprinio (DOC).